# L'arco
L'arco (hangŭl: 활; latinizzazione riveduta della lingua coreana: Hwal) è un film del 2005 diretto da Kim Ki-duk.
È stato presentato nella sezione Un Certain Regard al 58º Festival di Cannes.

## Trama
A bordo di una vecchia nave da pesca sperduta nel mare, un anziano pescatore sta crescendo una ragazza da dieci anni, dopo averla accolta all'età di sei, ed è deciso a sposarla il giorno del suo diciassettesimo compleanno; dal giorno in cui è salita, la ragazza non è più scesa dalla barca. I due conducono una vita tranquilla e abitudinaria: affittano la barca a giornata a pescatori a cui, su richiesta, il vecchio predice il futuro usando il suo arco in un pericoloso gioco di abilità e complicità con la stessa ragazza. L'arco è al contempo arma di difesa che egli usa per proteggerla da pescatori fin troppo galanti, ma anche lo strumento musicale col quale, con maestria, allieta le lunghe ore di solitudine al largo.
La loro vita cambia quando uno studente, figlio di un pescatore, sale a bordo. I ragazzi entrano in confidenza e si innamorano e presto lei inizia a rifiutare le attenzioni del vecchio padrone della barca, fino a decidere di lasciare il mare per tornare a terra assieme allo studente. Preso dallo sconforto, il vecchio decide di suicidarsi, ma il suo tentativo viene fermato dal ritorno a bordo della ragazza che capisce di essere ancora profondamente legata al padre/futuro marito.
Sotto gli occhi dello studente, il vecchio e la ragazza decidono di sposarsi. Celebrano il rito e lasciano la barca per consumare il matrimonio, prendendo il largo con un piccolo motoscafo usato dal vecchio per fare la spola con il porto. A bordo del motoscafo la ragazza si addormenta e il vecchio capisce di non poterla avere, così scocca l'ultima freccia in aria e si getta in mare.
Il finale è più simbolico che realistico: la freccia dopo lungo tempo cade tra le gambe aperte della ragazza la quale, pur non essendo stata colpita, comincia a sanguinare e ad avere degli spasmi sessuali: è lo spirito del vecchio che si prende la sua verginità. Alla fine, nonostante il dolore, la ragazza è felice, finalmente libera di partire. I due giovani salpano dalla vecchia barca arrugginita, la quale li segue per un breve tratto, per poi affondare rapidamente in mare.